# Carmelina Soto Valencia
Carmelina Soto Valencia (Armenia, Colombia, 31 de octubre de 1916-Armenia, Colombia, 18 de marzo de 1994), fue una artista, poeta, pedagoga, escritora, periodista, bibliotecaria y directora de revistas colombiana. Es considerada una de las más grandes poetisas de ese país.
Se caracterizaba por una marcada sensibilidad, romanticismo y amor por su ciudad natal, se palpan en las obras poéticas de Carmelina Soto, las cuales han llegado a ocupar prestigioso lugar dentro de la literatura hispanoamericana.

## Biografía
Carmelina fue la menor de cinco hermanas: Soledad, Belarmina, Felicidad y María. Fue en la pequeña escuela de niñas, donde transcurrieron los primeros años de su vida escolar, allí aprendió Carmelina sus primeras letras.
Cuando alboreaba su adolescencia, y ya convertida en una muchachita delgada e introspectiva y con cierta luz de seriedad para su edad, combinaba sus estudios secundarios en el Colegio Oficial de Señoritas con actividades lúdicas centradas en el ejercicio de la locución y la recitación. 
Para el año 1936 ya había cursado su formación superior en la Escuela Normal de Manizales y, como licenciada en pedagogía, en 1937 fue nombrada maestra, profesión que ejerció en Circasia y en Calarcá.
A los 27 años recibió el premio Pluma de Oro, otorgado por el diario La Patria de Manizales a la mejor periodista de planta de ese año.
En 1941 Carmelina inició su periplo poético con Campanas del Alba (Editorial Vigig, Armenia), De esta obra sólo se editaron 300 ejemplares.

## Obras
- (1941) Campanas del alba
- (1953) Octubre
- (1974) Tiempo inmóvil: Selección Poética.
- (1983) Tiempo inmóvil: Selección Poética. 2ª edición.
- (1983) Un centauro llamado Bolívar.
- (1997) Canción para iniciar un olvido
- (2007) La casa entre la niebla

## Homenajes

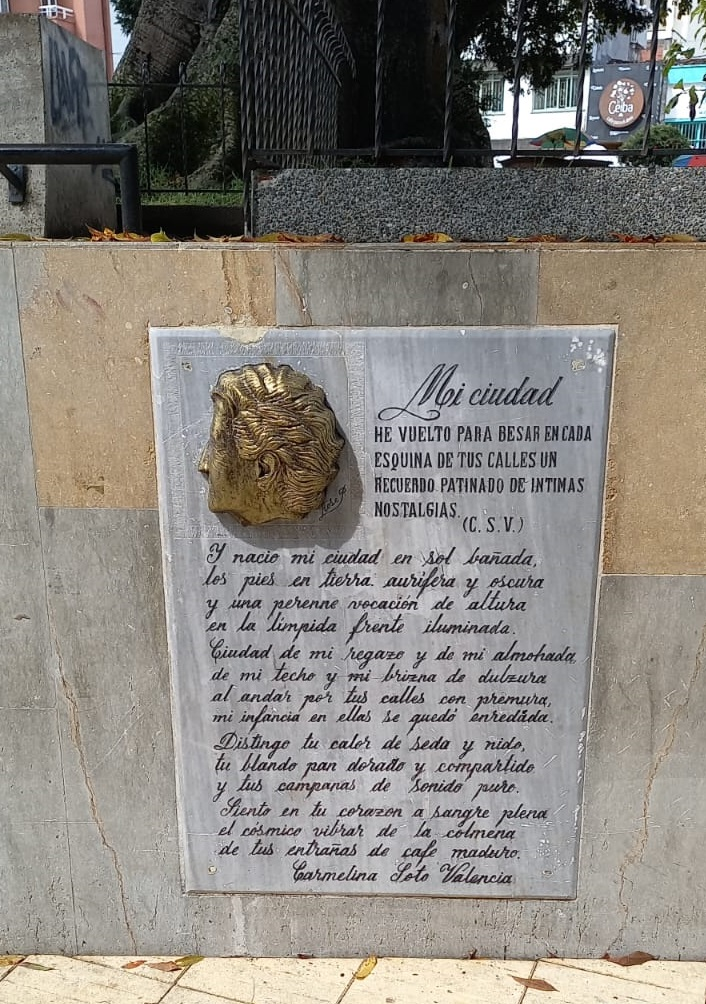
Poema "Mi Ciudad" en el Parque Sucre de Armenia.

En el parque Sucre de la ciudad de Armenia hay un monumento a Carmelina, en el que permanece esculpido el bello poema que le deja a su ciudad natal. Es posible que el ajeno transeúnte no repare en la evocación emotiva de esta dama errátil que no aprendió la lisonja ligera sino el canto profundo: “Ciudad de mi regazo y de mi almohada, de mi techo y mi brizna de dulzura, al andar por tus calles con premura, mi infancia en ella se quedó enredada”.
Este monumento fue realizado en el año 2000 por el artista José Roselved Pérez Gonzáles y consiste en una placa en la que está escrito el poema “Mi Ciudad” y una incrustación en bronce con el perfil de Carmelina. En ese lugar, en un pedestal, se encuentran las cenizas de la poeta de Armenia a quien se conoció como ´La Alondra de América´. Igualmente, hay una placa inscrita con el texto “Homenaje de la Asociación de Escritores del Quindío”.